# Centro Espacial de Uchinoura

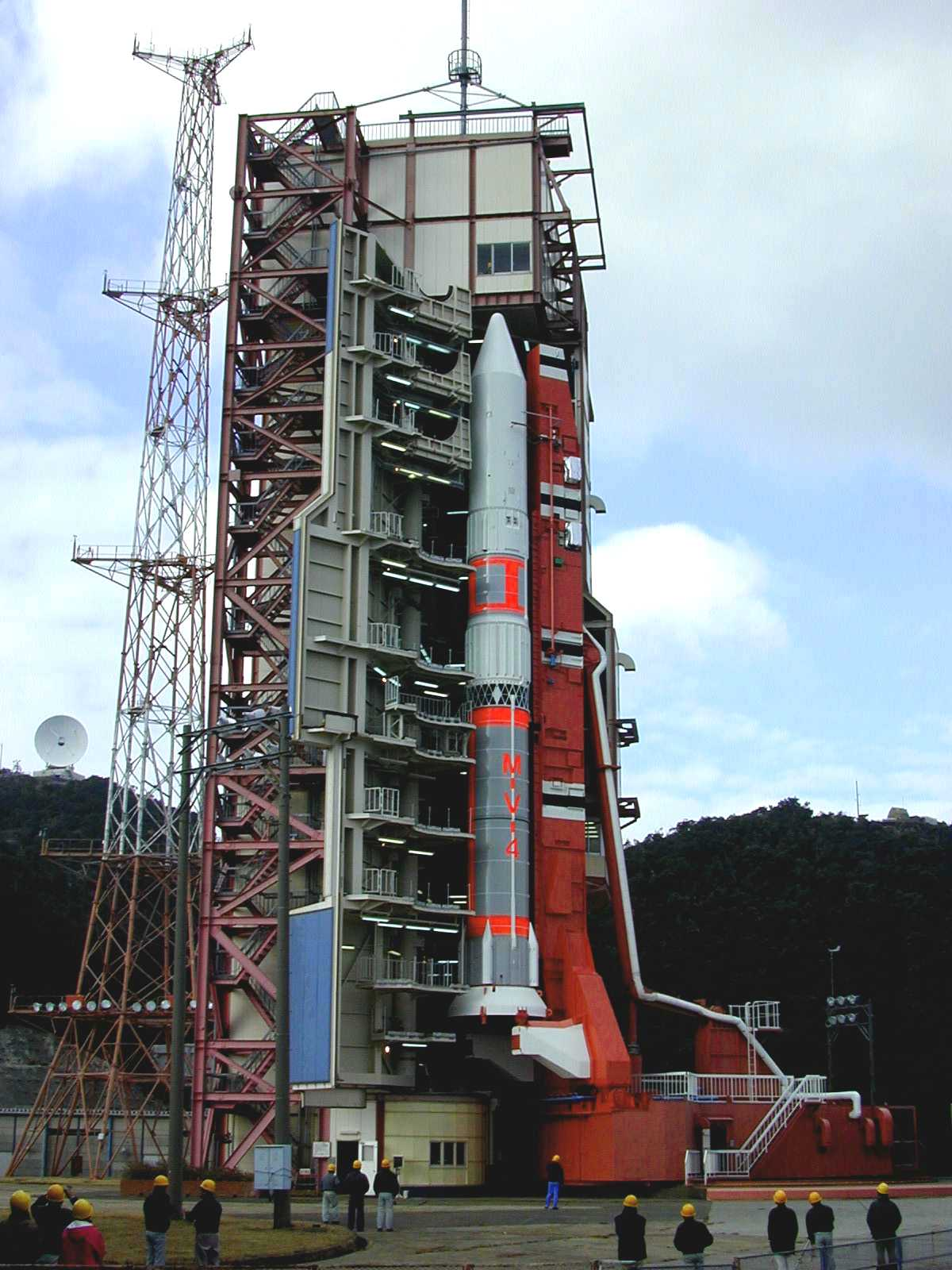
foguete M-V no Centro Espacial de Uchinoura (Fev. 2000)

O Centro Espacial de Uchinoura (内之浦宇宙空間観測所, Uchinoura Uchū Kūkan Kansokusho) é uma instalação de lançamento espacial perto da cidade japonesa de Kimotsuki, em Kagoshima. Antes da criação Agência Japonesa de Exploração Aeroespacial (JAXA) em 2003, foi simplesmente chamado de Centro Espacial de Kagoshima (鹿児島宇宙空間観測所). Todos os satélites científicos do Japão foram lançados a partir de Uchinoura antes dos veículos de lançamento M-V a ser desmantelado em 2006. Ele continua a ser usado para lançamentos suborbitais, e também tem sido utilizado para o veículo de lançamento orbital Epsilon. Além disso, o centro tem antenas para a comunicação com as sondas espaciais interplanetárias.